# دیوید براون (بازیکن فوتبال، زاده ۱۹۸۹)
دیوید براون (انگلیسی: David Brown؛ زادهٔ ۲۹ مهٔ ۱۹۸۹) ورزشکار فوتبال اهل انگلستان است.

## باشگاهی
از باشگاه‌هایی که در آن بازی کرده‌است می‌توان به باشگاه فوتبال برادفورد سیتی، باشگاه فوتبال هالیفاکس تاون، باشگاه فوتبال برافورد پارک آونیو، باشگاه فوتبال گایزلی، باشگاه فوتبال ناتینگهام فارست، باشگاه فوتبال ایستوود، باشگاه فوتبال لیدز یونایتد، و باشگاه فوتبال ایستوود اشاره کرد.